# Verband der Museen der Schweiz
Der Verband der Museen der Schweiz (VMS), französisch Association des musées suisses, italienisch Associazione dei musei svizzeri, ist der Interessenverband der Museen der Schweiz und des Fürstentums Liechtenstein. Er hat seine Geschäftsstelle im Schweizerischen Landesmuseum in Zürich.
Der Verein wurde 1966 gegründet. 1996 initiierte er, gemeinsam mit dem Bundesamt für Kultur und Schweiz Tourismus, den Schweizer Museumspass. Der VMS ist Partner von ICOM-Schweiz, dem schweizerischen Nationalkomitee des Internationalen Museumsrats.
Der Verein hat über 670 institutionelle Mitglieder und vertritt die Interessen der gesamten Schweizer Museen gegenüber Behörden und Öffentlichkeit. Er fördert die Kontakte unter Museen, setzt Standards und dient als Forum für Ideen- und Erfahrungsaustausch. Ausserdem ist der Verband Herausgeber des regelmässig aktualisierten Schweizer Museumsführers sowie von Info: Mitteilungsblatt des Verbandes der Museen der Schweiz.